# エフフォーリア
エフフォーリア（欧字名:Efforia、2018年3月10日 - ）は、日本の競走馬・種牡馬。主な勝ち鞍は2021年の皐月賞、天皇賞（秋）、有馬記念。
2021年のJRA賞年度代表馬、最優秀3歳牡馬である。

## デビューまで

### 誕生までの経緯

キャロットクラブ勝負服

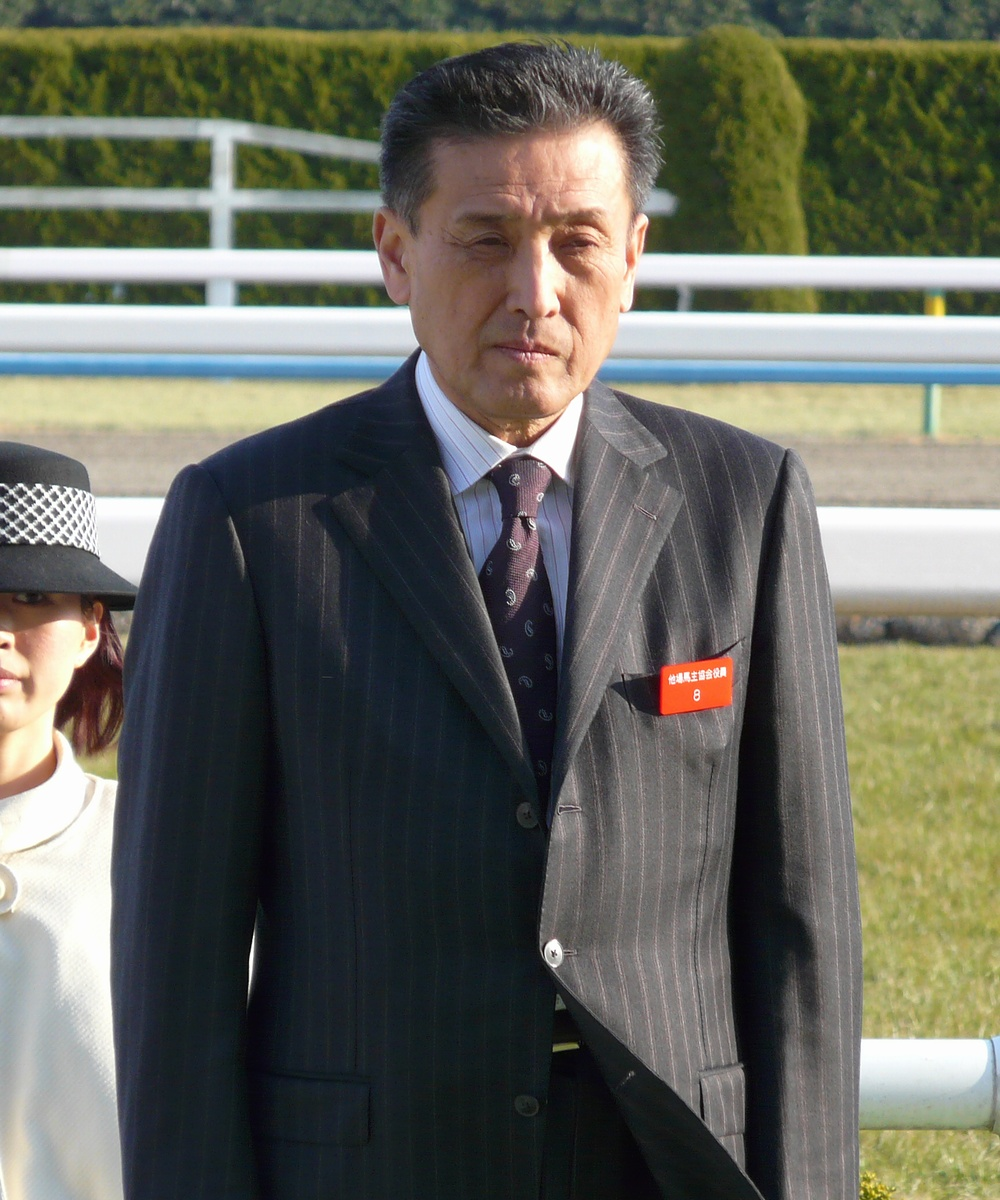
吉田勝己

父・エピファネイアは2013年の菊花賞、2014年のジャパンカップを制し、2015年に種牡馬入りした。種牡馬としては初年度産駒のデアリングタクトが史上初の無敗での牝馬3冠を達成しており、本馬は2世代目の産駒にあたる。
父父・シンボリクリスエスは2年連続で天皇賞（秋）、有馬記念優勝、年度代表馬。エフフォーリアはそれ以来19年ぶりの3歳馬による天皇賞（秋）、有馬記念の優勝をしている。騎手時代に調教したこともある鹿戸雄一も「背中が長くて、前躯（ぜんく）が発達しているところ。そのわりに3歳春まで腰の筋肉の盛り上がりがもうひとつだった点も似ている。でも、夏を過ぎて腰に筋肉がついてきたし、よりメリハリのある体つきになった。そういう成長ぶりも一緒。毛色は違うけど、雰囲気は凄く似ている」と認める。
父母・シーザリオは、現役時代優駿牝馬、アメリカンオークス招待ステークスを優勝。繁殖牝馬として、エピファネイア、リオンディーズ、サートゥルナーリアを産んでいる。2021年2月に死去。キャロットクラブの秋田博章代表は、エフフォーリアの皐月賞優勝インタビューで、「天国から後押ししてくれたかも」と思いをはせた。またノーザンファーム代表吉田勝己は2021年のインタビューで、今までで一番思い入れがある馬に選んでいる。
母・ケイティーズハートは2009年4月25日、ノーザンファームで生まれ、キャロットクラブで「募集総額1800万円（1口出資額45000円）で募集された。馬名は牝系から受け継いだ偉大な心を持って一族の中心的存在になってほしいとの思いを込めて「ケイティーズ一族の心」の意で命名された。現役時代は、中距離ダートで3勝。宮本博調教師は「厩舎の200勝を決めてくれた馬でね。脚元や体質などを牧場サイドと相談して、ダートに絞って使っていた。真面目で一生懸命走る馬だった」と振り返る。引退後は繁殖牝馬となり、初仔は父ルーラーシップ産駒のリオハが9戦0勝。2番仔は不受胎。エフフォーリアは3番仔にあたる。
母父・ハーツクライは有馬記念、ドバイシーマクラシックを優勝。母の父としてエフフォーリアがGI初制覇となった。
母母・ケイティーズファースト（父クリス、母ケイティーズ）は、半妹にヒシアマゾンやヒシピナクルがおり、繁殖牝馬としては第5仔のマイケイティーズが2007年の年度代表馬アドマイヤムーンを産んでいる。クリスは母父として2冠馬ネオユニヴァースを輩出した。

### 幼駒時代
本馬は2018年3月10日にノーザンファームで生まれた。2019年8月、募集馬名の「ケイティーズハートの2018」として、繋養地ノーザンファームYearling、予定厩舎鹿戸雄一、体高158.0cm、胸囲176.5cm、管囲20.8cm、馬体重489kg、予定育成牧場ノーザンファーム空港牧場、募集総額2800万円（1口出資額7万円）で、クラブ法人の有限会社キャロットクラブによって募集された。
エフフォーリアは、1億円近い募集馬のいる中で、安価の域を出ない馬だった。キャロットファームの秋田博章社長は、「印象がね、ないんですよ」「牧場全体の評価は共通していた。血統はいい。でも緩い」「（1歳夏まで過ごす）イヤリングにいた頃もそういう認識だったようです。育成したノーザンファーム空港牧場のスタッフたちも、ここまでの馬になるとは、と言っているくらいですから」と話す。

## 競走馬時代

### 2歳（2020年）

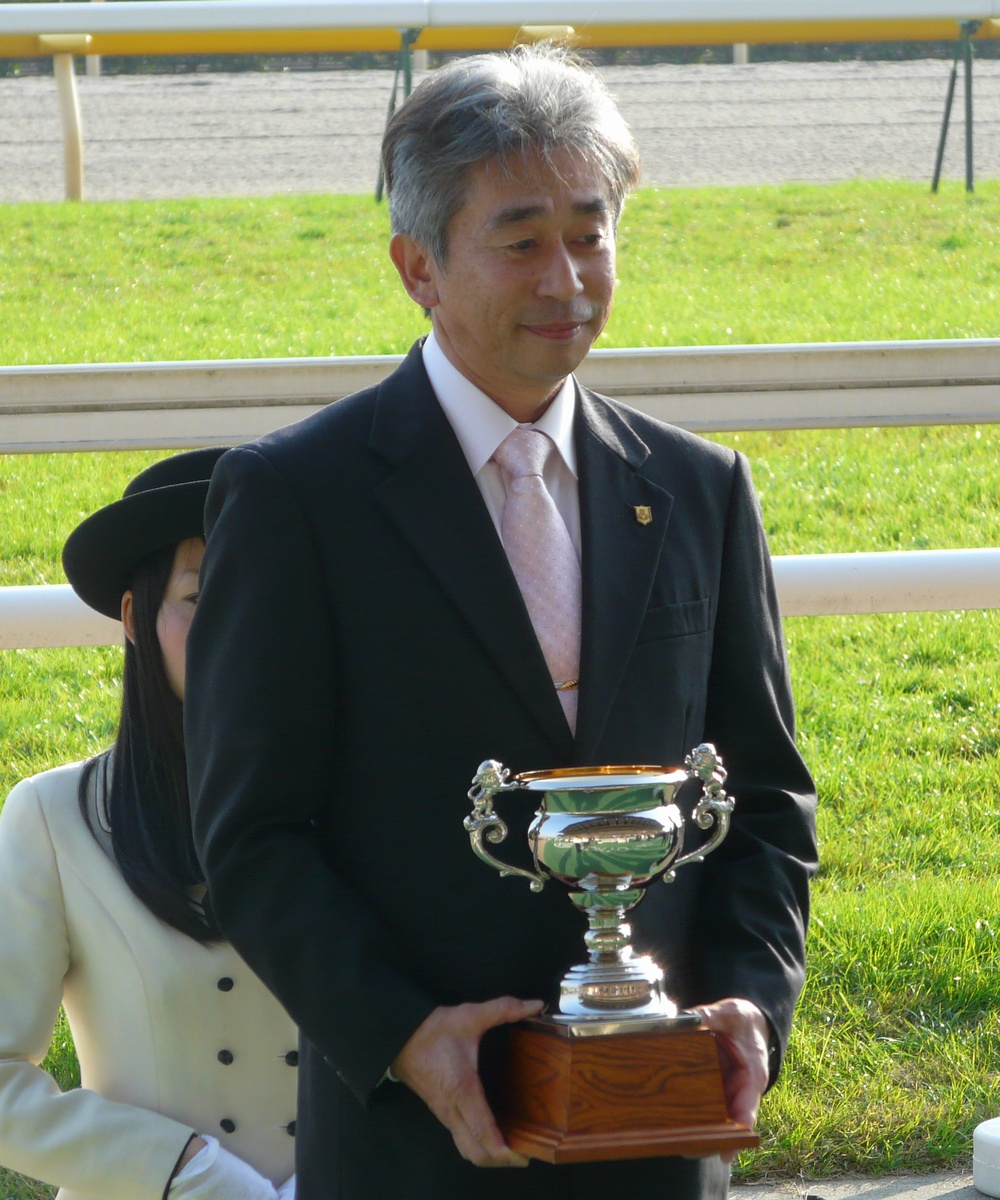
鹿戸雄一

#### 入厩後
5月23日、ゲート試験合格の為に、美浦トレーニングセンターに入厩した。梅崎晴光は、着ぶくれしたようにボッテリと映った馬体の印象を持っていた。
7月23日、新型コロナウイルス感染拡大防止の観点から調教場の分散を避けたいJRAは函館競馬場を閉鎖。函館で調教してきた他の競走馬共に札幌へ移動した
調教師の鹿戸雄一は、「最初に入厩した当初は体質が弱くて、調教を積むと腹痛になる事がありました」。「フットワークの大きい馬なので1600mでも短いくらいかなと思っていました。それで長めの新馬戦がある札幌でデビューさせることにしました」「自厩舎の三浦皇成は新潟で乗る事が決まっていました。北海道ならクリストフ・ルメールか武史に頼むケースが多いのですが、ルメールは他の乗り馬がいたので武史にお願いしました」と話す。

#### 新馬
騎手の横山武史は、2週前追い切りの直後に「今乗った鹿戸厩舎の新馬走りますよ。覚えといてください」「重賞でも勝ち負けっすね」と語った。実際には武史はG1級のポテンシャルを感じていたが、自身がまだG1を制した経験がないため『重賞を勝てるレベル』との表現にとどめたと後に語っている。1週前追い切りで、やや重ながら札幌芝で5ハロン62秒1－11秒8。札幌記念（GII）に出走するトーラスジェミニに追走先着。関係者、報道陣がざわついた。
8月23日、札幌の2歳新馬戦（芝2000m）に鞍上横山武史で出走。1番人気に支持されると、道中好位の3番手で追走し、直線で鮮やかに抜け出して最後は追いすがるエスコバルを3/4馬身差振り切りデビュー戦を飾った。検量室前の枠場に戻ってきた武史は「馬がよすぎる」と口にし、「調教通りなら絶対に勝ち負けになると思っていました。実戦での課題も見つかったので、これからの成長が楽しみ」と褒めた。鹿戸は「まだ体にも余裕があった。能力で勝てたね」と話した。レース後ノーザンファーム天栄へ放牧に出た。

#### 百日草特別
11月8日、東京の百日草特別（芝2000m）は中団でレースを進めると直線で馬群を割って抜け出し、レインフロムヘヴンに1馬身1/4差をつけデビュー2連勝となった。武史は「掛かったけど、よく伸びてくれたし先々が楽しみ」と笑み。鹿戸は「まだ子供だが体が締まってきた。好メンバー相手にいい競馬ができた」と話した。後に新馬戦から2カ月以上も間隔があいた理由について、「新馬戦で強い勝ち方をすると中1週の札幌2歳ステークスに行きたくなるところです。けれど疲れが残っていたので、オーナーサイドと協議し休ませていい状態になってから次を使うことにしました。どうしても疲れが溜まるタイプなので、間隔をあけながら使っていくことになるんです。次は間に合えば京成杯、無理なら共同通信杯に向かおうと話しました。もし京成杯に出ていたとしても、ぶっつけで皐月賞に出ていたと思います」と語った。ノーザンファーム天栄の木実谷雄太場長は、「2戦目に芙蓉ステークス、3戦目のホープフルステークスの出走予定を変更せざるを得なかった。背腰を中心にまだまだ弱さが残っている」と振り返る。

### 3歳（2021年）

#### 共同通信杯
1月22日に帰厩。最終追い切り後、武史は「先週は重かったが、このひと追いでぎりぎり仕上がった。ゴール板を過ぎてからも動かして反応は良かった」と語った。鹿戸は、「最後まできっちりと併せいい調教が出来たと思います。先週はまだ重い感じでしたが、今朝は本当にいい動きでした。レースの流れがスローであればある程度前につけられますし、速ければ抑えても大丈夫な馬なので、流れについてはそれほど心配はしていません」と語った。
2月14日、共同通信杯（芝1800m）ではステラヴェローチェ（3戦2勝、サウジアラビアロイヤルカップ1着、朝日杯フューチュリティステークス2着）、シャフリヤール（1戦1勝）、レフトゥバーズ（1戦1勝）に続く4番人気に収まったが、道中好位追走から直線で先頭に立ち後続を突き放すと、最後はヴィクティファルスに2馬身半差をつけ重賞初制覇を挙げた。武史は「いろいろ思い出があったので、思わず（ガッツポーズが）出ちゃいました。前走は引っ掛かってしまったけど、きょうは落ち着いていたから、自分からポジションを取りにいけた。重賞を勝てて本当に良かった。僕が思っている以上に力をつけてくれて、課題という課題が見当たらない。直線は早めに先頭に立ったけど、抜けちゃえば大丈夫だと思っていました。（クラシックは）デビューしたときから勝ちたかったし、ずっと乗せてもらっている馬と勝てたらより一層うれしい」と話した。また4着のキングストンボーイに騎乗したルメールは「みなさん、きょうはダービー馬の走りを見ましたか」と話した。鹿戸は「完璧なレースでしたし、思っていた以上に強かったです。流れも向きましたし、最後まで馬もジョッキーも頑張ってくれました。折り合いは心配のひとつでしたが、馬も大人になってきてしっかりしてきましたし本当に強いの一言です。ひと休みごとに丈夫になって帰ってきて、良い状態でレースに出せました。瞬発力勝負になったのは良かったですし、不利もなく流れも向きました。抜け出せば大丈夫だと思っていましたので、最後は安心して見ていられました」と語った。

#### 皐月賞
3月25日に帰厩。最終追い切り後、武史は「G1に出るだけでは満足できない。相手は強くなって甘くはないだろうけど、十分にやれる馬だと思う」と語った。鹿戸は「右回り、小回りは札幌の新馬戦で経験済み。レースが上手なので中山にも対応できる。心配していない。スタートが良く、思い通りの競馬ができる馬。折り合い面も良くなっているので、ペースが速ければ抑えればいい」と語った。
4月18日、第81回皐月賞（芝2000m）では前年のJRA賞最優秀2歳牡馬であるホープフルステークス馬ダノンザキッドに次ぐ2番人気に支持され、道中好位でレースを進めると内から抜け出し2着タイトルホルダーに3馬身差の完勝。史上19頭目の無敗の皐月賞馬となった。2着に0.5秒以上つけての勝利は平成以降では1994年ナリタブライアンおよび2011年オルフェーヴル （東京開催） に続き3頭目、クラシックの関東馬ワンツーは1着同着となった2010年オークス以来11年ぶりのことである。武史は、「ここまで順調に来ていたので、良い結果をと思っていましたしそれを現実にできてよかったです。プレッシャーもすごかったのですが、自分が今出せるだけの技術を発揮して、この馬の力を発揮できれば絶対勝てると自分に言い聞かせて勝負に臨みました。ペースが思ったよりも流れなかったので、良いポジションを取れましたし、4コーナーは狭い所にいましたが良く割ってくれました。無敗でGIを取ることが出来て本当に嬉しいです。次はもっと大きなレースになると思いますが、さらなるプレッシャーがかかることになっても、僕自身もっともっと成長して挑みたいです」と語った。鹿戸は「予定通り順調にきたのがよかった。抜け出してからはまず間違いないと思って見ていました。直線は安心して見ていました」と語った。ノーザンファーム吉田勝己代表は「ビックリしました。強い。ジョッキーもうまかったし、馬場を分かっていたんでしょう。エピファネイアの子が勝ってくれて、最高に喜んでいます。皐月賞を勝ったことで、（後継の）種牡馬にもなれると思う。おそらくダービーも大丈夫」と語った。キャロットファームの秋田博章代表は「強かったね。武史も落ち着いて乗っていた。エピファネイアの子で勝ったのが何よりうれしい」と語った。ノーザンファーム天栄の木実谷場長は「共同通信杯は道中、力み気味に追走していました。ですので皐月賞までの中間は、コントロール面の修正を重点的に。レースで積極的に前に取りついても折り合えたことと、ゴーサインを出してからの反応の速さを見る限り、牧場で取り組んでいた成果が生きたかなと思います」と語った。

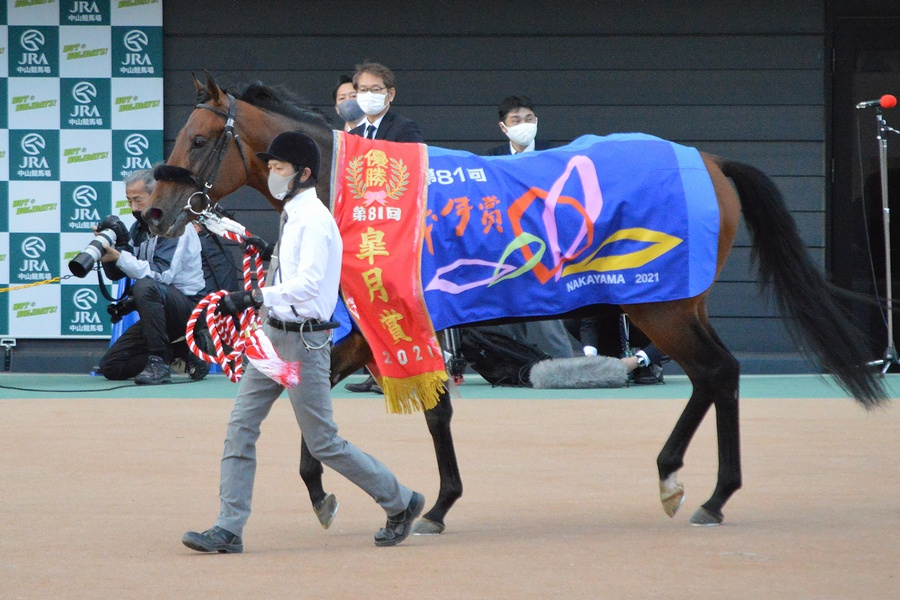
皐月賞

#### 東京優駿（日本ダービー）
5月13日に帰厩。最終追い切り後、武史は「思った通りの調教ができましたし、ゴール板を過ぎてからも馬はまだまだ余力があったのでとても良い調教だったと思います。前と後ろに馬を挟むことによって、馬が力む仕草とか、その辺の感触も見られたので、とても良い調教だったかなと思います。戦後最年少とかは意識していないですが、サトノレイナスはじめ強い馬はたくさんいます。中山より東京の方が力を発揮する馬もいると思うので、皐月賞組も強敵にはなってくると思います」と語った。鹿戸は「少しまだ身体に余裕が見られたので後ろの馬に追いかけてもらって最後はファイトするぐらいの感じで行くようにという調教でした。とても良い動きでしたし、ファイトした時も行き過ぎず、良い感じで走っていたと思います。フットワークが大きい方ですし、中山よりは東京の方が向いていると思います」と語った。
5月30日、日本ダービー（芝2400m）に出走。単勝1.7倍の圧倒的な1番人気に推された。過去に多くの優勝馬を出している1枠1番からスタートすると、道中は最内の中団を追走。残り500mあたりで外めに持ち出すと一気に伸びて先頭へ抜け出したが、ゴール直前で内側からシャフリヤールに強襲され最後は首の上げ下げの際どい勝負となった。写真判定の結果、わずか10cmの差で2着となり、無敗の2冠を逃した。なお、本馬の父・エピファネイア、父父・シンボリクリスエス、母父・ハーツクライも日本ダービーで2着となっており、一族の無念を晴らすことは叶わなかった。

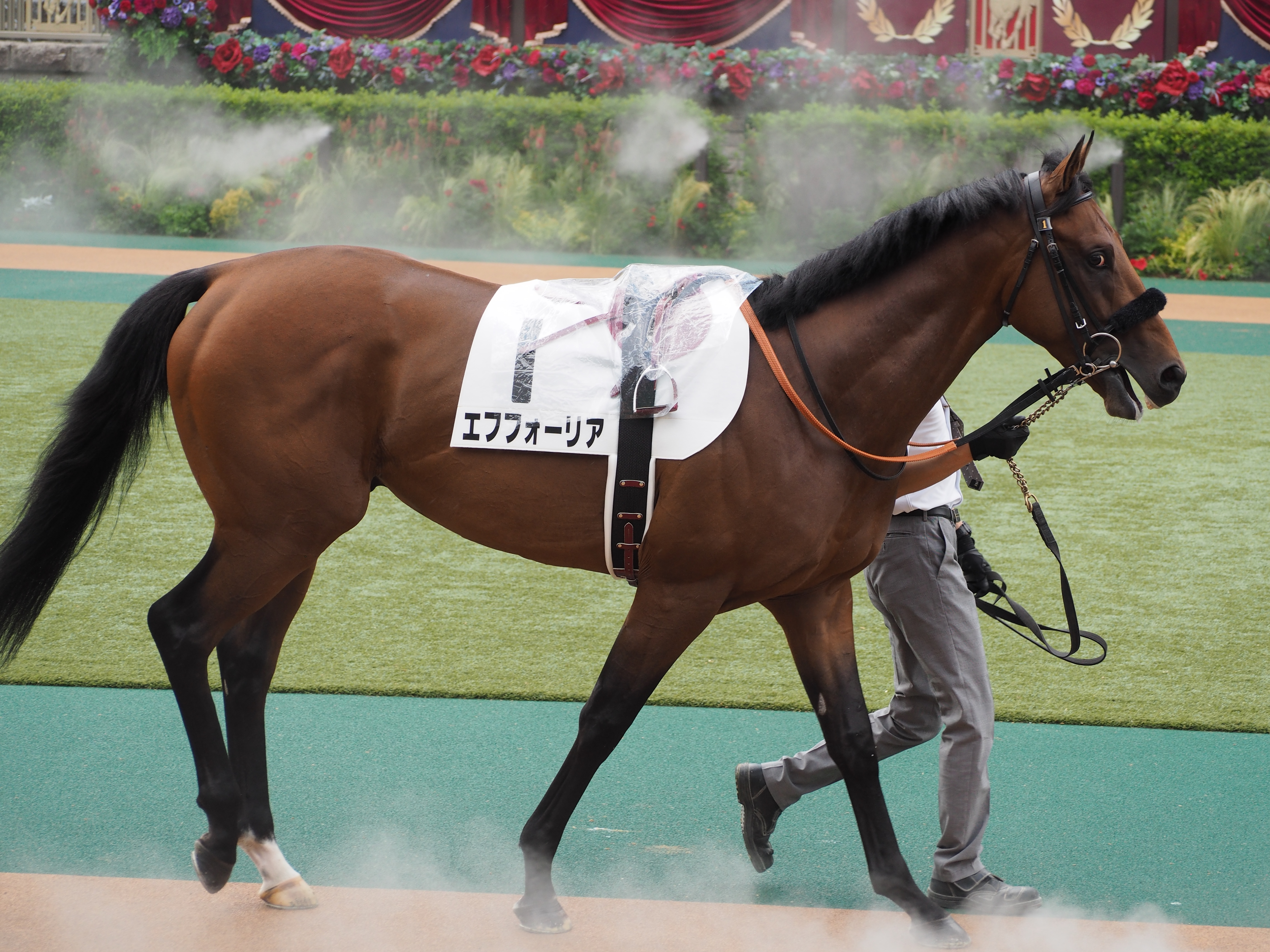
2021年日本ダービー

#### 天皇賞（秋）
9月30日に帰厩。最終追い切り後、武史は「いつもは力みやすい面があるのですが、凄くリラックスして折り合えましたし何より終いも楽に動けたのでとても良かったと思います。調教だけの部分なら今までで一番良かったんじゃないかなと思います。夏を越えてパワーもついて一段と成長して、改めて良い馬だなと感じています」と語った。鹿戸は「凄く良い感じで走れていました。ひ弱さも少しずつ解消されてきて心配事が減って、思い通りの調教が出来るようになった。セレクトセールの時期に、秋田オーナーや木實谷場長と何回か相談したところ、タフな阪神の3000mよりは東京の2000mの方が合っているんじゃないかという結論に達して、天皇賞を目標にすることになりました」と語った
。
10月31日、第164回天皇賞（秋）（芝2000m）に出走。前年の三冠馬である4歳馬コントレイル、1200・1600・2000メートルGIの3階級制覇を狙う5歳馬グランアレグリアに続く3番人気に支持され、3つの世代を代表する強豪による三強対決として注目が集まった。道中は中団やや前目の位置に控え、ゴール手前でグランアレグリアに代わって先頭に躍り出て、追い込んできたコントレイルにもハナを譲らず1馬身ほど抜け出して優勝した。これは2002年のシンボリクリスエス以来、19年ぶりである3歳馬による秋盾制覇であった。さらにキャリア6戦目でのJRA“古馬G1”優勝は、グレード制が導入された1984年以降の最少キャリアタイ記録となった。鞍上の横山武史騎手は2週連続のG1制覇で同レース史上初の親子3代制覇を成し遂げた。武史は「ダービーのこともあって、人生で初めて嬉し泣きしました。コロナ禍でも競馬場に入れる人数が増えていてその中で競馬に乗れることに感謝したいです。ファンの皆様の前で勝てて本当に良かったです。スタートは上手いですし競馬も器用なので馬の邪魔をしないように馬の力を信じて乗るだけだと思いました。　道中も理想的なポジションでしたし変にインにこだわらないで多少外を回ってもいいという思いで乗りました。任せて頂いた関係者、オーナーの皆様に感謝しています」と語った。鹿戸は「みんなと相談して、このレースを選択したのがベストの選択だったと思います」と語った。尚、このレースで三冠馬コントレイルに勝利したことにより「撃墜王」と呼ばれる様にもなった。。キャロットファーム秋田博章代表は「春から比べてトモが良くなって、追い切りを見てもグリップ力が強くなっていた。まだまだ伸びしろがあるし来年はもっと良くなる。一戦一戦を一生懸命走る馬なので、大丈夫そうなら次は有馬記念に向かいたい」と語った。

#### 有馬記念
12月9日に発表された有馬記念（芝2500m）ファン投票の最終結果では、歴代最多票となる26万742票を集めて1位に選出された。なお、有馬記念ファン投票で3歳馬が1位になるのは、2007年のウオッカ以来14年ぶりのことである。最終追い切り後、武史は「天皇賞・秋に比べると若干落ちるかなという気はします。前走が完璧な仕上がりだったのでさすがにそれをずっと維持するのは難しいこと。それでも8、9割の出来にはあると思うし、気にはしていないです」と語った。鹿戸は「天皇賞・秋の時はすごくいい状態だった。それには近づいていますね。中山の2500mはとてもトリッキーで難しいコースだと思います。ただ小回りコースを経験しているし、距離的にもギリギリ持つ。心配はしてないです」と語った。
12月26日に行われたレースでは、グランプリ4連覇を目指してラストランに臨むクロノジェネシス（ファン投票2位）を抑えて1番人気に支持され、道中はクロノジェネシスをぴったりマークする形で直線に入り、最終コーナーから追い出されると直線で抜け出し、ディープボンド、クロノジェネシスの追撃を振り切って優勝した。3歳馬の優勝は2018年のブラストワンピース以来、史上20頭目。キャリア7戦での有馬記念優勝は1998年のグラスワンダー、2018年のブラストワンピースに並ぶ最少記録である。ファン投票1位の3歳馬による優勝は、1972年のイシノヒカル、1976年のトウショウボーイ、1994年のナリタブライアンに続いて史上4頭目。3歳馬による天皇賞（秋）と有馬記念同年制覇は、2002年のシンボリクリスエス以来となった。2021年の獲得賞金は7億1934万7000円で年間最多賞金獲得馬となった。3歳馬では2011年のオルフェーヴルに次ぐ歴代2位だった。武史は「今までで一番長い距離で折り合いが不安だったんですけど、すごくいいところでリラックスして走れましたし、ダービーの時と違って馬が余計なファイトをすることがなかったのでいいリズムで直線にいけました。内側からディープボンドも来てましたし、本当にガムシャラに追って何とか勝ってくれという思いで、それに応えてくれた馬に感謝ですね。僕にとっていい思いも悔しい思いも、いっぱい経験させてもらった“特別な馬”です」と語った。鹿戸は「パドックでもいつも通り穏やかな感じで、落ち着いて歩いていていいなと感じました。前が少し速くなったので後ろの位置になりましたが、折り合いはついていたので、最後は必ず脚を使ってくれると思いながら見ていました。ゴールの瞬間はホッとした感じです」と語った。ノーザンファームの吉田勝己代表は「最高です。ずっと安心して見ていられました。本当に強いですね。距離も持つし、やっぱりエピファネイアの子は強い。来年は爪の問題でレース数も使えないから馬の状態を見てからですね」と話した。キャロットファーム秋田博章代表「ジョッキーも冷静に、うまく落ち着いて乗ってくれた。強い相手に堂々と勝ってくれました。来年は流動的になりますが、国内で頑張りたいと思っています。まだ良くなる余地がたくさんあるので、来年はさらに楽しみです」と語った。

#### 年度代表馬
2021年のJRA賞年度代表馬及び最優秀3歳牡馬に選出された。年度代表馬の投票では296票中277票を集め、最優秀3歳牡馬の投票では満票を集めた。牡馬の年度代表馬選出はキタサンブラック以来4年ぶり、3歳牡馬ではオルフェーヴル以来10年ぶりとなった。

### 4歳（2022年）
次戦は大阪杯に決定した。キャロットファームの秋田博章代表は「有馬記念を使ってドバイへ行った馬はその後成績を挙げていない、有馬の疲れがそれなりに残っているということで、この春は国内に専念しようということになりました」と説明した。大阪杯の結果とエフフォーリアの状態次第では宝塚記念も視野に入れていると表明した。
2022年1月25日、国際競馬統括機関連盟は2021年のワールド・ベスト・レースホース・ランキングを発表。10位タイの124の評価を受けた。JRAもJPNサラブレッドランキングを発表。3歳トップの評価を受けた。
予定通り大阪杯に出走。スタート直後から馬群中団を追走。終始他馬からの厳しいマークに遭い、抜け出しにくい状態が続き、最後の直線でムチを入れるが、9着に敗れた。鹿戸はSNSにて、今回の敗因を「ゲート内で突進をして顔が腫れる様な怪我があった」ためであると述べた。大阪杯から2日後のエフフォーリアは、右目の上を怪我をしていたが、角膜などには怪我はなく大事には至っていなかったという。
しかし、ノーザンファーム天栄の木実谷場長は取材にて、「昨年の天皇賞・秋を勝った後、ノーザンファーム天栄に移動する馬運車の中で落鉄をしました。その際、蹄鉄を固定している釘が蹄に刺さり、外傷を負ったため、有馬記念を勝った後は蹄のケアもあって3週間ほど楽をさせました。蹄のケアに重点を置いたため、1月20日頃までは蹄鉄を履かずに裸足で、乗り運動も控えていました。」とアクシデントがあったと述べた。順調に回復したように思えたものの、本来の姿には程遠い走りとなった。
また、エフフォーリアの両隣の枠（ウインマリリン・アカイイト）が牝馬であったこと、輸送に慎重になりすぎたこと（木曜日、金曜日、土曜日と3日も馬場に入っていなかった）、初の阪神競馬場であったこと、初の長距離輸送であったこと、初のハイペースであったことを敗因として挙げ、鹿戸は最後に「全ては私の責任です」と述べた。
次走として当初の予定通り正式に宝塚記念に出走することを表明した。6月26日に予定通り宝塚記念に出走。レース当日は、ファン投票1位のタイトルホルダーを抑えて1番人気に支持されたものの、道中のハイペースなレース展開の影響で直線に入っても伸びず、大阪杯に続き掲示板外の6着に敗れた。
長期休養を挟み、陣営は有馬記念への直行を選択。調教では鹿戸調教師も「いい状態になっている」という動きを見せ臨んだレース。中団やや前方で待機し、4コーナーでは先頭に立つ勢いも見せたが、後ろから伸びてきたイクイノックス、更にはボルドグフーシュなどに交わされ、5着という結果に終わった。しかしレース後横山武史騎手は「やりたい競馬はできた」「得るものがあったレース」と振り返り、2023年への期待感を寄せた。

### 5歳（2023年）
2月12日、当初の予定通り自身初のG2である京都記念に出走。レース当日には前年のダービー馬であるドウデュース、前走の中日新聞杯で復活の勝利を果たした2021年のホープフルステークス覇者キラーアビリティなどのG1馬も出走する中、ドウデュースに次ぐ2番人気に支持された。スタートを決めると先行集団に加わり、第3コーナーまではユニコーンライオンを見ながら2番手をキープしたが、第4コーナーに差し掛かった時点でズルズルと後退し始め、直線に入った時点で最後方まで後退し、ゴール手前で競走を中止した。後のJRAの発表でレース中に心房細動を発生したことがわかり、これには鹿戸師も「積極的に行って良かったが…」「急に止まって心房細動みたい。仕方ないですね」と振り返った。
その後美浦に戻り、検査での数値は特に異常は見られなかったが、関係者サイドと協議した結果、同月14日にオーナーのキャロットクラブより現役を引退し、北海道安平町の社台スタリオンステーションで種牡馬となることが発表された。管理している鹿戸師はメディアの取材に対し「これだけの馬なので今後のことについてどうするか、クラブ、そしてノーザンファームとも相談をした結果、大事な仕事が待っている身ということもあり、次に備えるべきではなかろうかという結論に至りました」とコメントしている。同月16日付でJRAの競走馬登録を抹消した。
同日、美浦トレーニングセンターを退厩した。立ち会った横山武史は取材に対し、「泣くかなとは思ってたんですけど…。たくさんのことをあの馬に学ばせてもらって、本当に感謝しきれない。そのひと言です」とした上で、「もう走らなくていい」「僕はあの子に鞭を打つことしかできなかった」「最後は笑って送り出したかったんですけど…。エフフォーリアがくれた経験を糧にして、僕自身成長していきたい」と涙をこらえきれない様子だった。鹿戸師は「体も回復して、いい状態で北海道へ送れるので、ホッとしています。本当に感謝していますし、ありがとうと言いたいです」と述べたうえで、「厩舎にとっても僕にとっても、宝物でしたしヒーローでした。できればエフフォーリアの子で勝てなかったダービーを勝ってみたいです」とコメントした。

## 競走成績
以下の内容は、JBISサーチおよびnetkeiba.comの情報に基づく。
| 競走日     | 競馬場 | 競走名       | 格   | 距離（馬場）  | 頭 数 | 枠 番 | 馬 番 | オッズ （人気） | 着順     | タイム （上がり3F） | 着差     | 騎手      | 斤量 [kg] | 1着馬（2着馬）         | 馬体重 [kg] |
| ---------- | ------ | ------------ | ---- | ------------- | ----- | ----- | ----- | --------------- | -------- | ------------------- | -------- | --------- | --------- | ---------------------- | ----------- |
| 2020.08.23 | 札幌   | 2歳新馬      |      | 芝2000m（良） | 7     | 6     | 6     | 001.40（1人）   | 01着     | R2:03.3（35.7）     | -0.1     | 0横山武史 | 54        | （エスコバル）         | 516         |
| 0000.11.08 | 東京   | 百日草特別   | 1勝  | 芝2000m（良） | 8     | 6     | 6     | 003.50（2人）   | 01着     | R2:02.3（33.4）     | -0.2     | 0横山武史 | 55        | （レインフロムヘヴン） | 510         |
| 2021.02.14 | 東京   | 共同通信杯   | GIII | 芝1800m（良） | 12    | 6     | 7     | 006.80（4人）   | 01着     | R1:47.6（33.4）     | -0.4     | 0横山武史 | 56        | （ヴィクティファルス） | 514         |
| 0000.04.18 | 中山   | 皐月賞       | GI   | 芝2000m（稍） | 16    | 4     | 7     | 003.70（2人）   | 01着     | R2:00.6（36.7）     | -0.5     | 0横山武史 | 57        | （タイトルホルダー）   | 504         |
| 0000.05.30 | 東京   | 東京優駿     | GI   | 芝2400m（良） | 17    | 1     | 1     | 001.70（1人）   | 02着     | R2:22.5（33.4）     | -0.0     | 0横山武史 | 57        | シャフリヤール         | 510         |
| 0000.10.31 | 東京   | 天皇賞（秋） | GI   | 芝2000m（良） | 16    | 3     | 5     | 003.40（3人）   | 01着     | R1:57.9（33.2）     | -0.1     | 0横山武史 | 56        | （コントレイル）       | 514         |
| 0000.12.26 | 中山   | 有馬記念     | GI   | 芝2500m（良） | 16    | 5     | 10    | 002.60（1人）   | 01着     | R2:32.0（35.9）     | -0.1     | 0横山武史 | 55        | （ディープボンド）     | 516         |
| 2022.04.03 | 阪神   | 大阪杯       | GI   | 芝2000m（良） | 16    | 3     | 6     | 001.50（1人）   | 09着     | R1:59.1（35.5）     | -0.7     | 0横山武史 | 57        | ポタジェ               | 522         |
| 0000.06.26 | 阪神   | 宝塚記念     | GI   | 芝2200m（良） | 17    | 2     | 4     | 003.30（1人）   | 06着     | R2:10.6（36.2）     | -0.9     | 0横山武史 | 58        | タイトルホルダー       | 520         |
| 0000.12.25 | 中山   | 有馬記念     | GI   | 芝2500m（良） | 16    | 4     | 7     | 010.10（5人）   | 05着     | R2:33.2（36.3）     | -0.8     | 0横山武史 | 57        | イクイノックス         | 532         |
| 2023.02.12 | 阪神   | 京都記念     | GII  | 芝2200m（良） | 13    | 7     | 10    | 003.30（2人）   | 競走中止 | 競走中止            | 競走中止 | 0横山武史 | 58        | ドウデュース           | 524         |

## 種牡馬時代
美浦トレーニングセンターを退厩してノーザンファーム天栄を経由し、2023年2月18日の昼前に社台スタリオンステーションに到着。社台スタリオンステーションの場長・徳武英介は「落ち着いていて元気いっぱいです」と到着後の印象について話した上で、「やっぱり、いい馬ですね。バランスの取れた馬体をしていますし、オーラがあります。（母父の）ハーツクライっぽさもありますし、父（エピファネイア）の力強さもある。いいところ取りしたような体つきですね」とも話した。育成時代に担当したノーザンファーム空港・厩舎長の高見優也は「またエフフォーリアの子で大きいところを取りたい」と話している。
初年度の種付料は300万円に設定されていたが、多数の申し込みがあり、まもなく満口となった。初年度の種付けは198頭となった。
種付けから出産までが無事に成されれば、初年度産駒は2026年にもデビューを迎える。

## 競走馬としての特徴

### 身体的特徴
日本調教師会の鈴木康弘名誉会長は、エフフォーリアの馬体は「きれいに抜けた首差しと滑らかに傾斜した肩が完歩の大きいダイナミックなフットワークを生み出します。車のエンジン部にあたるトモと絶妙な角度でリンクした強固な飛節がトモのパワーを逃さず推進力に変えています。そんな骨格には質の高い筋肉がバランス良く付いている」。強さの秘けつは「加速力と自在にコントロールが利き巧みなレース運びができる操縦性」と語る。
ノーザンファーム天栄の木実谷雄太場長は、初めて見た時「背中から腰回りにかけて寂しく映り、いかにも成長途上といった印象でした。体が大きく緩い面があったので、初戦はしっかり動かせる騎手に乗ってもらった方がいいかなと思った」と語る。

### 性格・知能の特徴
鹿戸雄一は、長所を「一番は真面目で素直なところ。レースでの一瞬の脚は素晴らしいものがあるし、抜け出してからも諦めない精神力がある。大きな馬だけど器用なほう」と話す。
調教助手の成田雄貴は加藤征弘、矢野進を経て鹿戸厩舎所属。エフフォーリアについて「過去に担当した馬とは違った「賢さ」がある。デビュー前からオンとオフの切り替えが優れていると感じた。普段から無駄な力を使わない」「皐月賞は装鞍所でスイッチが入り、馬が自分の仕事を理解している」と話す。また2021年天皇賞（秋）ではベストターンドアウト賞を受賞した。
装蹄師の山本正人は志賀勝雄の元で修業を積み、オジュウチョウサンやサリオスも担当している。エフフォーリアについて、「とてもいい子でいたって優等生だったから、あまり覚えてないんですよね。全く手が掛からないし余計なことは一切しない。くぎを嫌がることもないし本当におとなしいですよ。調教中（レース含め）も落鉄したことは今まで1度もないんです。接地などのバランスもいい。爪の減りも一般的です」と話す。

### 競馬関係者の評価
岡部幸雄は、「レースが上手で、特に素晴らしいのが最初の100メートルの走り。ゲート内での静止状態から一気に加速する。騎手の意のままに動ける点も長所。だから距離の融通も利き、いい成績を残せる」と評し、似たタイプの馬としてシンボリルドルフやオグリキャップを挙げた。

### レーティングによる評価
2021年、ワールド・ベスト・レースホース・ランキングで10位タイ、JPNサラブレッドランキングは3歳トップの124の評価を受けた。

### 人気投票による評価
夏冬のグランプリ競走のファン投票では、対象となった3歳以降、第62回宝塚記念では、57,404票で10位。第66回有馬記念では、史上最多の得票数となる26万742票でのファン投票1位を獲得。単勝1番人気の支持に応え、グランプリホースに輝いた。

## エピソード

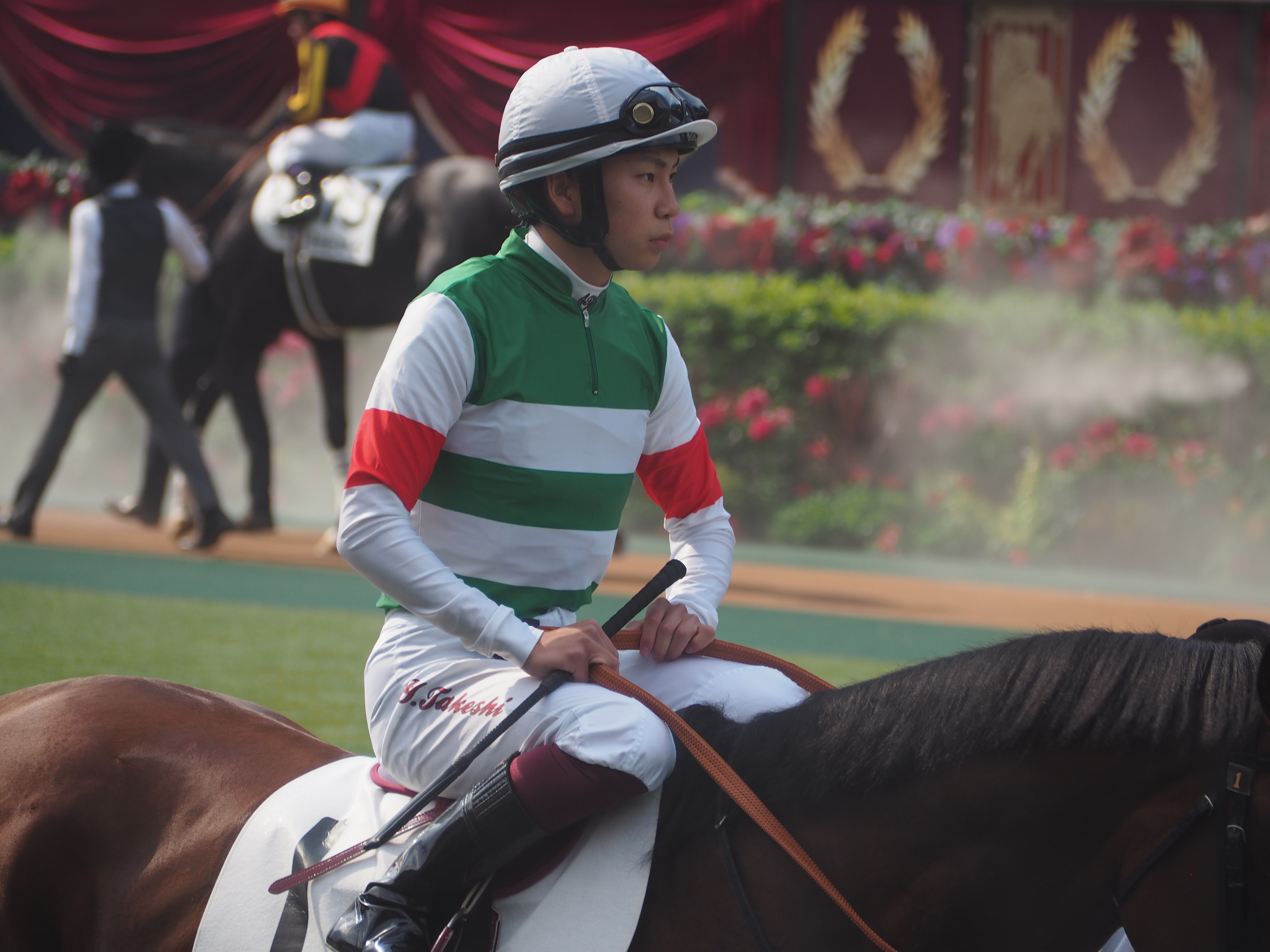
2021東京優駿の横山武史

### 主戦騎手の横山武史について
- 横山武史が初めてエフフォーリアに騎乗した時、デビュー4年目で春に初重賞を勝ち、夏に函館リーディングを獲得した時だった[119][注釈 3]。後に初めて乗った時の印象を「乗った瞬間、今までの馬とは別モノだって感じでした。他の馬たちには申し訳ないんですけどとにかく別次元。ただ当時は、ウインマリリンでGIIしか勝っていなかったから『GI勝てる』とは言えなかったので『重賞を勝てるレベル』としか言えなかった。本当は『GIを狙える馬』って言いたかった。ハッキングで分かりましたが、柔らかくてバネがあって体の使い方がうまい。なおかつパワーもある。欠点がないんですよ」と振り返る[36]。

- デビュー4年目は、キャリアハイの年間94勝。史上最年少の関東リーディング1位に輝いた。2021年初のインタビューで、今年の目標に年間100勝。リーディングジョッキー。GIを勝つことを掲げた。また期待馬にエフフォーリアを選んだ[121]。

- 皐月賞では、11回目の挑戦でGI初勝利。史上2番目に若い22歳3カ月28日での皐月賞の勝利となった。鹿戸は「武史、また頼むよ。これで満足されちゃ困るからな」と声をかけた。また1998年にセイウンスカイで勝った父横山典弘との親子制覇を達成した[122]。

- 重賞初1番人気の騎乗が2021年日本ダービー。日本ダービーが重賞初の1番人気は、1990年メジロライアンに騎乗したデビュー5年目で重賞58回目の横山典弘以来31年ぶり。結果は同じく2着[123]。勝てば戦後最年少制覇の武史は「人気に応えられず申し訳ありません。折り合い面は、思ったより掛かってしまいました。最後は伸びてくれたのですが、勝った馬に切れ負けしました」と語った。鹿戸調教師は先頭に立ったのが「気持ち早いかな」と感じたが、「人気を背負っていたし、下手にジッとして前が詰まる方がよくありません。武史の判断は間違いだったとは思っていません」と語った。優勝したシャフリヤールに騎乗した福永祐一は、「正直、いい騎乗ができたとは思えないのですが、馬に助けられました。最後は紙一重でしたね。運も作用しました。無敗のエフフォーリアに騎乗していた横山武史君は大変な重圧を感じていたと思う。道中はずっと彼の位置を確認していました。素晴らしい騎乗だったと思います」と讃えた[124][125]。調教師の藤原英昭は、「将来ある若武者は、きょう悔しくて眠れないだろう。だけど、今後必ずあいつは競馬界を背負って立つ。このダービーはずっと記憶に残るだろうし、それが藤原厩舎で福永だったということは、今日の勝利は意味がある」「上手に乗ったのは武史の方。彼は久しぶりに現れた世界レベルのジョッキーになれる逸材だと思います」と語った[126][125]。

- 武史は「何気ない日常で、全く関係のないことをしているのに、ふとダービーの記憶が頭をよぎることがあるんです。その時に感じた絶望感までもがよみがえってくるんです。レース映像を見て、振り返るなんてことはできないですね。鮮明にあの時の景色や手応えは覚えているので…」「クリストフ（・ルメール）や川田（将雅）さんが“よく頑張った”って声をかけてくださいましたし、アンカツ（安藤勝己）さんからも同じようなことを言っていただいて……。本当にありがたかったですけど、なかなか切り替えられません」「今まで生きてきた中でダントツに悔しい出来事」と後に振り返っている[127]。

- 5年目は、エフフォーリアとのコンビを含むGI・5勝。史上2番目の若さでJRA年間100勝を達成。関東を代表するエースに成長し、東京競馬記者クラブ賞を受賞した[128]。鹿戸は「もっと上を目指すべき男」と話す[129]。

- 武史はエフフォーリアについて「特別な思いはあります。この後、勝ち続けたとしても、ダービーの悔しさは一生、忘れないと思うし、一生、晴れないと思います」「これだけ強い競馬をしてきて、まだ完成形ではないというのが驚きですね。もう一段階、成長したらどれだけのパフォーマンスを見せてくれるのか楽しみです。有馬記念はそこまでの状態ではなかったけど、それで勝ったのは怪物だと思います」と語っている[130]。

### シンボリクリスエスとの比較
エフフォーリアの父父であり、同じくダービー2着、3歳にして天皇賞（秋）と有馬記念を制覇したシンボリクリスエスは、エフフォーリアとよく重ねて語られる。鹿戸は「背中から腰にかけてのシルエットが似ていると思う。性格的にも結構、根性もあるから、走っている迫力なんかは似た雰囲気がある」と共通点を語り、「近づいてきたよね」と述べている。

### 大阪杯の敗因
前年までは1着かハナ差の2着という完璧に近い戦績であったものの、2022年の初戦である大阪杯では9着であった。大阪杯での走りについて、東スポ競馬編集部は「昨年（2021年）後半は天皇賞（秋）でコントレイルとグランアレグリアを撃破し、有馬記念ではディープボンドとクロノジェネシスを力でねじ伏せたパフォーマンスが影を潜めたまま。〝走っていない〟のは明らかだ。」、「今年の（大阪杯）覇者ポタジェはやはりディープインパクトの産駒。良馬場で行われた運も味方につけたが、天皇賞（秋）ではエフフォーリアにまったく歯が立たなかったのは紛れもない事実。ライバルに力勝負で負けたとは到底、言い難いエフフォーリアの走り。」と述べた。そして、敗因に、
- 大阪杯では関東馬が23年間勝っていない
- 大阪杯でのディープインパクト産駒の強さ

を挙げた。
また、スポニチは、エフフォーリアの血統には、4歳初戦に「落とし穴」、「血のジンクス」が存在することを指摘した。父・エピファネイアは大阪杯で3着（1番人気）。母の父・ハーツクライもやはり大阪杯で2着（4番人気）。そして父父・シンボリクリスエスは宝塚記念で5着（1番人気）であり、エフフォーリアの父、母父、父父の3頭は、ともに4歳初戦を阪神競馬場で走って敗れていた。

### その他
- フジテレビアナウンサーの青嶋達也は、有馬記念の実況の際「エフフォ～リアァ～!」と、NHKの中継でも声が聴こえるほどの声量で絶叫した。後に青嶋は「声に出しやすい名前」と説明した[134]。

- 3歳春までは、馬場入りする際も厩舎の先輩馬の後ろを歩いていたが、秋からは先頭を歩くようになったという。鹿戸は「自然と厩舎の中でボスになっている。力強さを増して歩くスピードが上がったこともあって自分で先頭をスイスイ歩くようになった」と述べている[131]。

## 血統表
| エフフォーリアの血統                         | エフフォーリアの血統                       | エフフォーリアの血統                       | （血統表の出典）                           | （血統表の出典）    |
| 父系                                         | ロベルト系                                 | ロベルト系                                 | ロベルト系                                 | [ § 2 ]             |
| 父 エピファネイア 鹿毛 2010 北海道安平町     | 父の父*シンボリクリスエス 黒鹿毛 1999      | Kris S.                                    | Roberto                                    | Roberto             |
| 父 エピファネイア 鹿毛 2010 北海道安平町     | 父の父*シンボリクリスエス 黒鹿毛 1999      | Kris S.                                    | Sharp Queen                                |                     |
| 父 エピファネイア 鹿毛 2010 北海道安平町     | 父の父*シンボリクリスエス 黒鹿毛 1999      | Tee Kay                                    | Gold Meridian                              | Gold Meridian       |
| 父 エピファネイア 鹿毛 2010 北海道安平町     | 父の父*シンボリクリスエス 黒鹿毛 1999      | Tee Kay                                    | Tri Argo                                   |                     |
| 父 エピファネイア 鹿毛 2010 北海道安平町     | 父の母シーザリオ 青毛 2002                 | スペシャルウィーク                         | *サンデーサイレンス                        | *サンデーサイレンス |
| 父 エピファネイア 鹿毛 2010 北海道安平町     | 父の母シーザリオ 青毛 2002                 | スペシャルウィーク                         | キャンペンガール                           |                     |
| 父 エピファネイア 鹿毛 2010 北海道安平町     | 父の母シーザリオ 青毛 2002                 | *キロフプリミエール                        | Sadler's Wells                             | Sadler's Wells      |
| 父 エピファネイア 鹿毛 2010 北海道安平町     | 父の母シーザリオ 青毛 2002                 | *キロフプリミエール                        | Querida                                    |                     |
| 母 ケイティーズハート 鹿毛 2009 北海道安平町 | 母の父ハーツクライ 鹿毛 2001               | *サンデーサイレンス                        | Halo                                       | Halo                |
| 母 ケイティーズハート 鹿毛 2009 北海道安平町 | 母の父ハーツクライ 鹿毛 2001               | *サンデーサイレンス                        | Wishing Well                               |                     |
| 母 ケイティーズハート 鹿毛 2009 北海道安平町 | 母の父ハーツクライ 鹿毛 2001               | アイリッシュダンス                         | *トニービン                                | *トニービン         |
| 母 ケイティーズハート 鹿毛 2009 北海道安平町 | 母の父ハーツクライ 鹿毛 2001               | アイリッシュダンス                         | *ビユーパーダンス                          |                     |
| 母 ケイティーズハート 鹿毛 2009 北海道安平町 | 母の母*ケイティーズファースト 鹿毛 1987    | Kris                                       | Sharpen Up                                 | Sharpen Up          |
| 母 ケイティーズハート 鹿毛 2009 北海道安平町 | 母の母*ケイティーズファースト 鹿毛 1987    | Kris                                       | Doubly Sure                                |                     |
| 母 ケイティーズハート 鹿毛 2009 北海道安平町 | 母の母*ケイティーズファースト 鹿毛 1987    | Katies                                     | *ノノアルコ                                | *ノノアルコ         |
| 母 ケイティーズハート 鹿毛 2009 北海道安平町 | 母の母*ケイティーズファースト 鹿毛 1987    | Katies                                     | Mortefontaine                              |                     |
| 母系(F-No.)                                  | (FN:7-f)                                   | (FN:7-f)                                   | (FN:7-f)                                   | [ § 3 ]             |
| 5代内の近親交配                              | サンデーサイレンス 4×3, Hail to Reason 5×5 | サンデーサイレンス 4×3, Hail to Reason 5×5 | サンデーサイレンス 4×3, Hail to Reason 5×5 | [ § 4 ]             |
| 出典                                         | 1. 2. 3. 4.                                | 1. 2. 3. 4.                                | 1. 2. 3. 4.                                | 1. 2. 3. 4.         |

- 主な近親は、ケイティーズ#主なファミリーラインを参照。